# Confucianisme

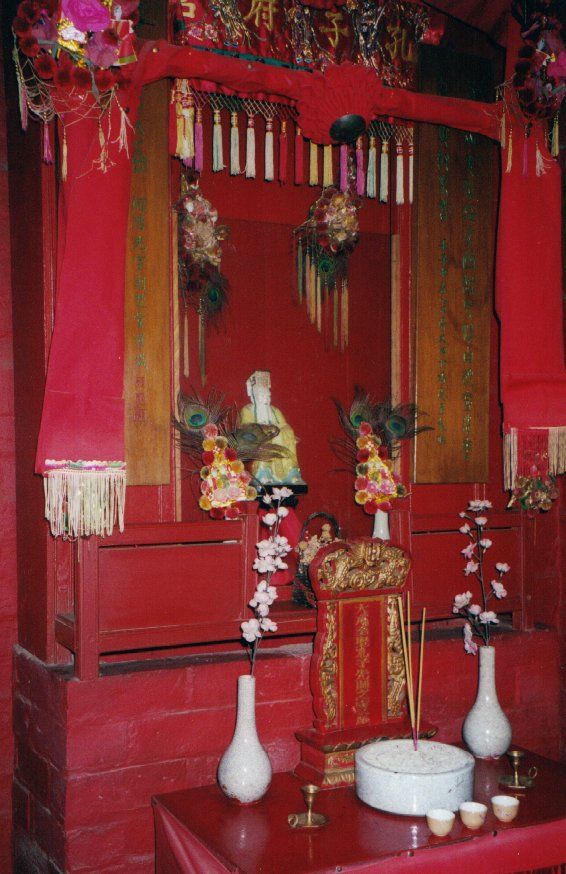
Confuciaans altaar

Het confucianisme is een Chinees ethisch en filosofisch systeem, dat de leer van Confucius (551 – 479 v.Chr.) volgt. Het confucianisme heeft grote invloed op de geschiedenis en de cultuur van Oost-Aziatische landen. Door de geschiedenis van het Chinese keizerrijk heen was het confucianisme de officiële ideologie en heeft daardoor grote invloed op de Chinese bevolking.
In landen en gebieden met veel Han-Chinezen, behalve in de Volksrepubliek China, bestaan er veel confucianistische basisscholen en confucianistische middelbare scholen.

## Geschiedenis
Confucius wordt gezien als de grondlegger van het confucianisme, hoewel Confucius niet de bedoeling had een nieuwe filosofie, religie of ideologie te vestigen. Confucius beweerde niet een profeet te zijn die iets nieuws bracht, bijvoorbeeld in de vorm van een goddelijke openbaring of een incarnatie van God. Veeleer was Confucius een man die op zoek ging naar deugdzaamheid en daarbij het verleden onderzocht. In de Gesprekken zegt Confucius: "Ik werd niet met kennis geboren. Ik ben toegewijd aan de oudheid en zoek snel naar kennis."
Het confucianisme ontstond tijdens de Periode van de Strijdende Staten en werd later korte tijd verboden onder de Qin-dynastie. Het werd door de Han keizer Han Wudi als politiek systeem en staatsideologie ingevoerd. Ondanks een verlies aan populariteit gedurende de in cultureel opzicht zeer belangrijke Tang-dynastie, bleef het de belangrijkste filosofische stroming in China.

## Verspreiding
Het confucianisme heeft met name sterk de culturen beïnvloed van China, Taiwan, Korea, Japan, Vietnam, Singapore (door de grote aanwezigheid van Han-Chinezen).
Het taoïsme en boeddhisme zijn twee andere filosofische systemen met veel invloed in China en naburige Oost-Aziatische landen. De zogenaamde neoconfucianistische school die ontstond tijdens de Song-dynastie verenigde later het confucianisme met het taoïsme en boeddhisme. In Korea en Japan werd het neoconfucianisme later aangenomen als officiële ideologie van de staat. De Koreaanse Chosun-dynastie wordt weleens een voorbeeld van een confucianistische staat genoemd.

## Principes

### Gulden regel
De gulden regel van het confucianisme vindt men terug in Gesprekken XV:23:
- Tzu Kung vroeg: "Is er één woord waarmee gedurende een leven lang in overeenstemming kan worden geleefd?"

Confucius zei: "Het is 'vergeving'. Wat u voor uzelf niet wenst, wens dat een ander niet."

### Zes Deugden
Het confucianisme kent zes basiswaarden die in het Chinees bekendstaan als Ren, Xiao, Yi, Li, Chung en Shu. Door deze deugden aan te kweken kan men een junzi of 'superieur persoon' worden.

#### Menselijkheid
Menselijkheid of medelijden (Ren) (仁) is de deugd die verband houdt met de omgang tussen mensen. De bovengenoemde gulden regel speelt hierin een fundamentele rol. In het confucianisme betekent dit dat men bij het maken van iedere beslissing rekening dient te houden met ieder die ermee te maken heeft zodat het allen ten goede komt en, afhankelijk van de aard van de beslissing en situatie, niet slechts het belang van één persoon, familie of zelfs een land wordt gediend. Ze leefden bij het wederzijdse respect.

#### Kinderlijke gehoorzaamheid
De tweede deugd (Xiao) (孝) houdt de liefde, trouw en zorg in die een kind tegenover zijn ouders is verschuldigd. Het principe wordt soms als de ruggengraat van het confucianisme beschouwd omdat iemand die zich aan dit principe houdt, zijn of haar beslissingen neemt op basis van menselijkheid en zich dus niet egoïstisch gedraagt maar nederig en waardig. Kinderlijke gehoorzaamheid wordt hoog in het vaandel gedragen omdat het een vorm van liefde is waarbij men soms zijn eigen wil moet laten varen en uit respect en ontzag voor de ouders bereid is zich op te offeren.

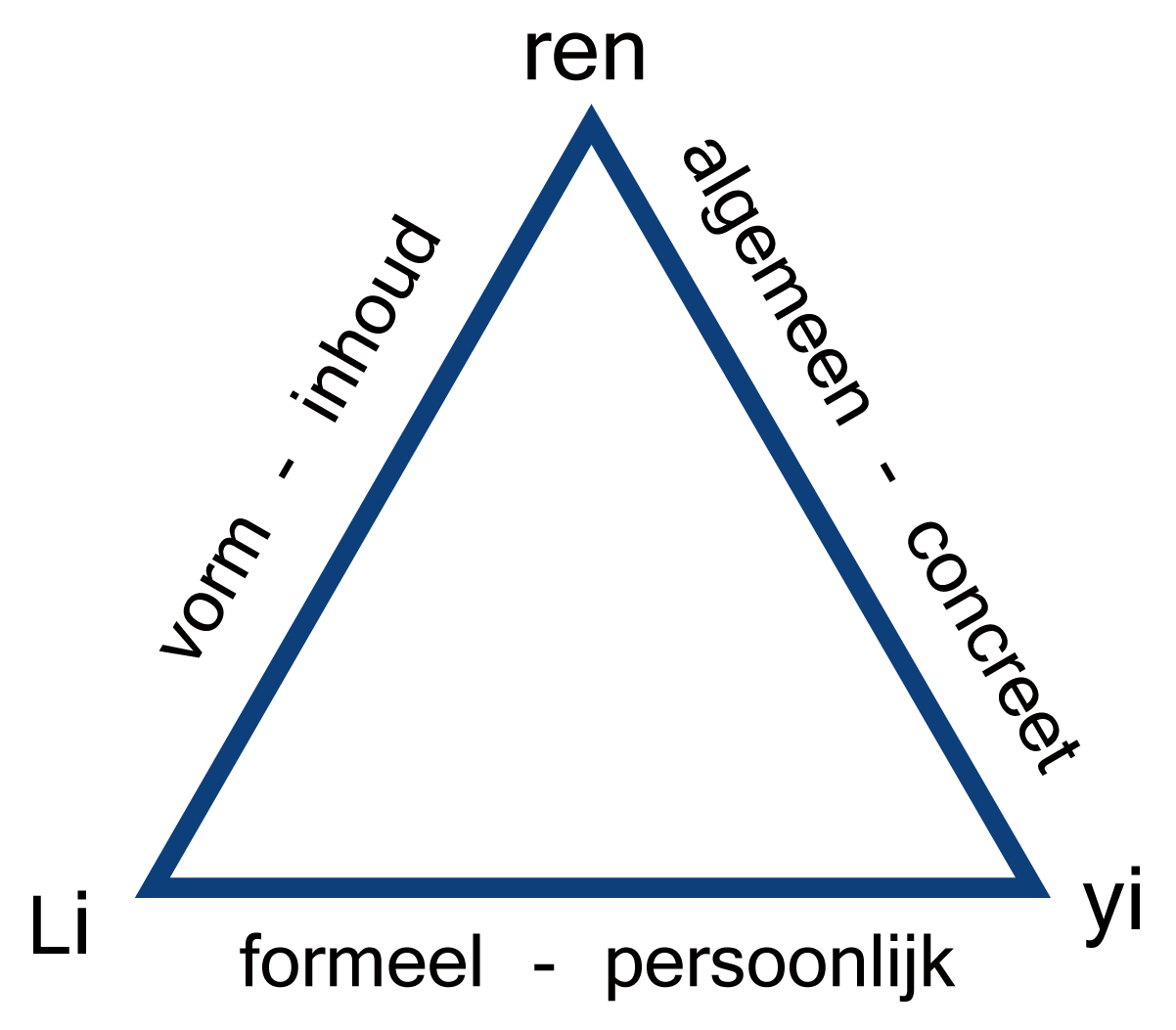
relatie tussen Li, Yi en Ren

#### Rechtvaardigheid
In het confucianisme betekent rechtvaardigheid (Yi) (仪) het niet handelen uit eigen belang als het ook niet in het belang van anderen is. Het betekent dat men voor het grote goed handelt, bijvoorbeeld voor gezin, familie, de maatschappij of vaderland. Een rechtvaardig iemand beschouwt het belang van anderen ook als zijn eigen belang. Wanneer een rechtvaardig rijk persoon tijdens een hongersnood bijvoorbeeld graan zou kopen en het verdelen onder armen om de hongersnood tegen te gaan, dan zou dat er voor hem voor zorgen dat zijn arme medemensen zouden overleven en zijn bezittingen niet zouden gaan stelen en in opstand komen. Op die manier speelt rechtvaardigheid ook in het eigen belang door rechtvaardig te handelen.

#### Fatsoen
Confucianisten verstaan onder fatsoen (Li) (礼) 'juist handelen op het juiste moment'. Door anderen fatsoenlijk en hoffelijk te benaderen, niet overhaast te handelen, en nooit te spreken zonder eerst na te denken, kan men conflicten voorkomen en voor een harmonieuze verstandhouding zorgen. Dit geldt onder gezinsleden, tussen families of verschillende naties.

#### Trouw
Het concept 'trouw' (Chung) betekent in het confucianisme meer dan het bereid zijn jezelf op te offeren voor je land. In het confucianisme geldt 'trouw' ook binnen het gezin en familie en kan dit betekenen dat men de voorkeur eraan geeft om familieleden aan te werven. In een bredere zin kan 'trouw' ook inhouden dat men een beroep uitoefent dat de gemeenschap ten goede komt en voor diensten zorgt die niet van overheidswege worden voorzien, bijvoorbeeld liefdadigheid. Loyaliteit is dus niet een deugd die men enkel in tijden van oorlog terugvindt, maar ook in tijden van vrede; in iedere situatie en elk aspect van het leven.

#### Wederkerigheid
Het principe van wederkerigheid (Shu) kan het best worden omschreven als een vorm van wederzijds respect. Het confucianisme ziet mensen minder als aparte individuen, maar eerder als personen die verwikkeld zijn in een complex web van relaties. Iedere relatie houdt wederzijdse verstandhouding en handelingen in waarbij elke persoon zijn rol goed moet vervullen. Zo moeten kinderen hun ouders gehoorzaam zijn, maar moeten ook de ouders hun rol goed vervullen door het kind goed op te voeden en met liefde te behandelen. Opdat de relatie tussen ouders en kinderen goed kan functioneren, dienen ouders en kinderen hun rollen dus zo goed mogelijk te vervullen. Op een hoger niveau betekent dit principe dat burgers loyaal aan hun land en volk moeten zijn en de wetten moeten naleven, terwijl de overheden van hun kant de burger veiligheid, economische stabiliteit en rechtvaardigheid moeten garanderen. Volgens het confucianisme heeft een rechtvaardig persoon het recht om te rebelleren tegen onrechtvaardige heersers, omdat die op dat moment hun plichten niet nakomen en dus de relatie niet wederkerig is.

## Religie of filosofie
Over de vraag of het confucianisme een godsdienst of een filosofisch systeem is, bestaat geen consensus. Als men 'godsdienst' definieert als het aanbidden van een opperwezen, dan is het confucianisme geen godsdienst. Confucius hield zich bijvoorbeeld niet bezig met de menselijke ziel, de menselijke natuur of het hiernamaals. Strikt genomen zijn het confucianisme, het boeddhisme en het taoïsme geen godsdiensten, maar wel religies; als we religie opvatten als een systeem van opvattingen, tradities en rituelen dat mensen samen bindt in een gemeenschap (religare is Latijn voor verbinden). Wanneer religie gezien wordt als een geloofssysteem met een eigen kijk op de mensheid en zijn plaats in het universum, dan voldoet het confucianisme evenals het boeddhisme en het taoïsme aan de definitie.
Confucius zelf wordt door westerlingen vaak als een agnost gezien omdat Confucius weigerde zich uit te spreken over de menselijke natuur en zich toelegde op ethische kwesties in de verhouding tussen mensen onderling in plaats van tussen de mens en een Opperwezen. Het is echter niet zo dat Confucius godsdienst en het bestaan van God of andere bovennatuurlijke wezens zoals geesten afdeed als onbelangrijk of onbestaand. De volgende passages uit de Gesprekken van Confucius geven hier blijk van:
- Chi Lu vroeg naar het dienen van geesten en goden. Confucius zei: "Niet in staat de levenden te dienen, hoe is het mogelijk de geesten te dienen?" Chi Lu waagde het naar de dood te vragen. Confucius zei: "Niets weten van het leven, hoe is het mogelijk van de dood te weten?"'[3]
- Confucius was ernstig ziek. Chi Lu wenste voor hem te bidden. Confucius zei: "Is het gebeurd?" Chi Lu antwoordde: "Ja, het oude gebed luidde, 'Bidt gij tot de goden en heiligheden van boven en onderen'." Confucius zei: "Zo heb ik lang gebeden."'[4]

## Neoconfucianisme
Neoconfucianisme is de meest invloedrijke Chinese filosofische traditie van het afgelopen millennium. Tijdens de Song-dynastie (960-1279) probeerden verscheidene denkers het oude confucianisme te doen herleven na vele eeuwen die overheerst werden door het boeddhisme en het taoïsme.
Neoconfucianisme hybridiseert confucianisme, boeddhisme en taoïsme ongeveer zoals in West-Europa de renaissance zichzelf beschouwde als een heropleving van de Grieks-Romeinse cultuur, maar eigenlijk deze cultuur paarde met het christendom. Neoconfucianisme is echter een westerse term. Chinees taalgebruik heeft het over "de studie van Tao" (Daoxue), de studie van de aderen (lixue) of de studie van de aderen in de Song- en Ming-dynastie (Song-Ming lixue).
De belangrijkste neoconfucianistische scholen waren:
- de school van de aderen (li) van de gebroeders Cheng Hao (1032-1085) en Cheng Yi (1033-1107), verder ontwikkeld door Zhu Xi (1130-1200);
- de school van hart en geest (xin) van Lu Jiuyuan (1139-1192), verder ontwikkeld door Wang Yangming (1472-1529);
- de school van de energie (qi) van Zhan Zai (1020-1077), verder ontwikkeld door onder meer Wang Fuzhi (1619-1692).